# Gli amanti comici
Gli amanti comici o sia La famiglia in scompiglio és una òpera en dos actes composta per Domenico Cimarosa sobre un llibret italià de Giuseppe Palomba. S'estrenà al Teatro dei Fiorentini de Nàpols el 1778. Posteriorment es representà pel carnestoltes de 1796 a Cremona; primavera de 1797 a Livorno com Il matrimonio in commedia; carnestoltes de 1798 a Macerata com La famiglia stravagante ovvero Gli amanti comici.